# Hongrie aux Jeux olympiques d'été de 1932
La Hongrie participe aux Jeux olympiques d'été de 1932, à Los Angeles, représentée par une délégation de 58 athlètes composée de 56 hommes et 2 femmes. Améliorant leur performance olympique de 1928, les Magyars  se classent à la 6e place au rang des nations, avec un bilan de 15 médailles dont 6 en or.Toujours aussi performants en Escrime, les Hongrois remportent une nouvelle fois l’or grâce à leur sabreurs qui deviennent à nouveau champions olympiques, aussi bien en individuel que par équipes. Mais le héros hongrois de ces jeux est sans doute le gymnaste István Pelle qui conquiert à lui seul 4 médailles dont 2 en or.

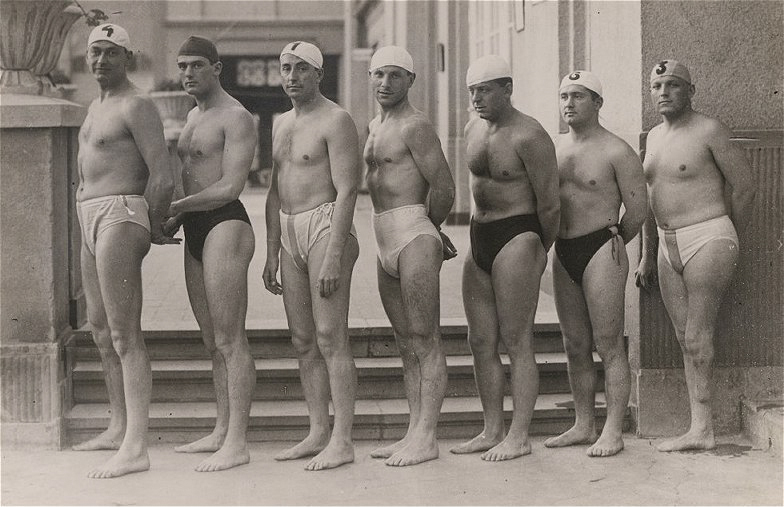
Léquipe de water-polo hongroise championne olympique.

## Médailles
| Médaille                            | Nom | Sport       | Compétition                          |
| ----------------------------------- | --- | ----------- | ------------------------------------ |
| Médaille d'or, Jeux olympiques      | Istvan Enekes | Boxe        | Poids mouches (-50,8 kg)             |
| Médaille d'or, Jeux olympiques      | György Piller | Escrime     | Sabre individuel                     |
| Médaille d'or, Jeux olympiques      | Endre Kabos, Attila Petschauer Ernő Nagy, Gyula Glykais (en) György Piller, Aladár Gerevich                                                       | Escrime     | Sabre par équipes                    |
| Médaille d'or, Jeux olympiques      | István Pelle | Gymnastique | Gymnastique au Sol                   |
| Médaille d'or, Jeux olympiques      | István Pelle | Gymnastique | Cheval d’arçons                      |
| Médaille d'or, Jeux olympiques      | István Barta, György Bródy Olivér Halassy, Márton Homonnai Sándor Ivády, Alajos Keserű Ferenc Keserű, János Németh Miklós Sárkány, József Vértesy | Water-polo  |                                      |
| Médaille d'argent, Jeux olympiques  | István Pelle | Gymnastique | Barres parallèles                    |
| Médaille d'argent, Jeux olympiques  | István Pelle | Gymnastique | Concours général individuel masculin |
| Médaille d'argent, Jeux olympiques  | Ödön Zombori | Lutte       | Lutte libre Poids coq, -56 kg        |
| Médaille d'argent, Jeux olympiques  | Károly Kárpáti | Lutte       | Lutte libre Poids légers 61 - 66 kg  |
| Médaille de bronze, Jeux olympiques | Erna Bogen | Escrime     | Fleuret individuel féminin           |
| Médaille de bronze, Jeux olympiques | Endre Kabos | Escrime     | Sabre individuel                     |
| Médaille de bronze, Jeux olympiques | József Tunyogi | Lutte       | Lutte libre Poids moyens, 72 - 79 kg |
| Médaille de bronze, Jeux olympiques | András Wanié, András Székely István Bárány, László Szabados                                                                                       | Natation    | 4 × 200 m nage libre                 |
| Médaille de bronze, Jeux olympiques | Zoltán Soós-Hradetzky (en) | Tir         | 50 m carabine position couchée       |

## Sources
- (fr) Angeles-1932 Hongrie sur le site du Comité international olympique
- (en) Bilan complet sur le site olympedia.org